# شاي لوغان
شاي لوغان (بالإنجليزية: Shaleum Logan)‏ (29 يناير 1988 بمانشستر في المملكة المتحدة - ) هو لاعب كرة قدم بريطاني في مركز الدفاع. لعب مع ستوكبورت كونتي وسكونثورب يونايتد وغريمسبي تاون ومانشستر سيتي ونادي أبردين ونادي برينتفورد ونادي ترانمير روفرز لكرة القدم.

## وصلات خارجية
- شاي لوغان على موقع قاعدة بيانات كرة القدم.إي يو (الإنجليزية)
- شاي لوغان على موقع Soccerbase.com (لاعب) (الإنجليزية)
- شاي لوغان على موقع عالم كرة القدم.نت (الإنجليزية)